# SAO 158687
HD 128598，即SAO 158687、HIP 71567，是一顆位於天秤座的視星等8.8等恆星。
1977年3月天文學家觀察天王星對該恆星掩星現象時，觀測到了閃爍的現象，因而發現了天王星環。